# Pardosa tatarica saturiator
Pardosa tatarica saturiator is een spinnenondersoort in de taxonomische indeling van de wolfspinnen (Lycosidae).
Het dier behoort tot het geslacht Pardosa. De wetenschappelijke naam van de soort werd voor het eerst geldig gepubliceerd in 1948 door Lodovico di Caporiacco.